# Fortín de Reina Regente
El Fortín de Reina Regente es uno de los denominados fuertes exteriores de la ciudad española de Melilla, está ubicado en la Carretera de la Vía Láctea, en las cercanías del Acuartelamiento Millan Astray, sede del  Tercio Gran Capitán 1º de La Legión a las afueras de Melilla y está catalogado como Bien de Interés Cultural.

## Historia
Fue construido entre 1884 y 1885 el siglo XIX para defender la zona de Reina Regente y la Cañada de Hidum de Melilla de los ataques de los rifeños, dentro de un complejo de edificaciones denominados Fuertes exteriores.
En 1982 se restauró, sustituyéndose la estructura original de madera de las plantas, por otras de bodevillas  de hormigón apoyadas en vigas de hierro.

## Descripción
Este fortín tiene un estilo arquitectónico neomedieval y está construido en piedra local para los muros y ladrillo macizo para los arcos, tiene planta dodecagonal en su primer nivel y redonda en su segundo nivel rematada con almenas.